# Garu-Tempane District
Der Garu-Tempane District war ein Distrikt in der Upper East Region im Nordosten Ghanas. Der Distrikt wurde 2018 in den Garu District und den Tempane District aufgeteilt. Es gehörten 195 Communities zum Distrikt, die einzige städtisch geprägte Ortschaft war die Hauptstadt Garu. Der Distrikt hatte eine gemeinsame Grenze mit dem Nachbarland Togo.

## Bevölkerung
Im Gebiet des ehemaligen Distrikts leben Angehörige der Ethnien der Kusasi, Busangas, Mossi, Bimoba und Mamprusi. Die Mehrheit der Bevölkerung sind Muslime (51 %), daneben gibt es 26 % Anhänger traditioneller Religionen und 18 % Christen.

## Klima und Vegetation
Das Klima ist tropisch mit einer feuchten Jahreszeit von Mai bis Oktober und einer langen Trockenzeit praktisch ohne Niederschlag von Oktober bis April. Die Temperaturen bewegen sich zwischen maximal 45 °C im März/April und minimal 12 °C im Dezember. Charakteristisch ist der heiße Harmattan, der während der Trockenzeit weht.

## Wirtschaft
Der Distrikt war landwirtschaftlich geprägt, etwa 62 % der Beschäftigten arbeiteten in diesem Bereich. Sie produzierten Mais, Hirse, Erdnüsse, Zwiebeln, Wassermelonen und züchteten Schweine, Rinder, Schafe und Ziegen. Im öffentlichen Sektor waren etwa 6,6 % beschäftigt, in der Lebensmittelverarbeitung 9,3 %, 2,3 % im Bereich Leder/Textilien und 19,8 % im Handel.